# Hopis

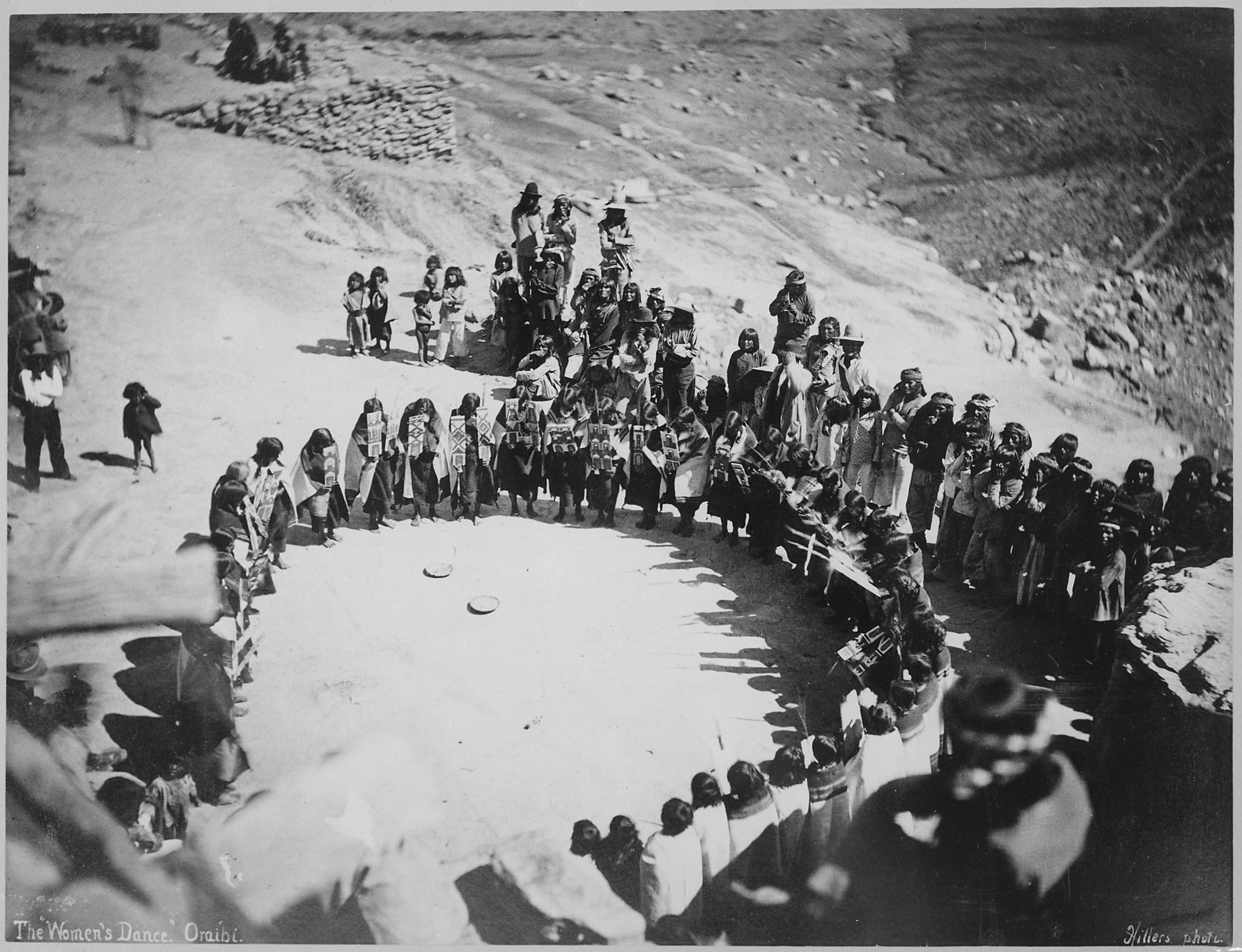
Dança das mulheres hopis, 1879

Os hopis são uma nação indígena dos Estados Unidos da América, que vivem principalmente na Reserva Hopi, no nordeste do estado de Arizona, com 1,5 milhões de acres (6000 km²), e que está rodeada pela Reserva Navajo. Alguns hopis vivem na reserva indígena do rio Colorado, no oeste do Arizona (ver Mohave).

Os hopis estão organizados em clãs matrilineares e, quando um homem se casa, os filhos ficam membros do clã da mulher. Thomas Banyacya, membro dos clãs Lobo, Raposa e Coiote, foi escolhido para transmitir ao mundo a profecia hopi.

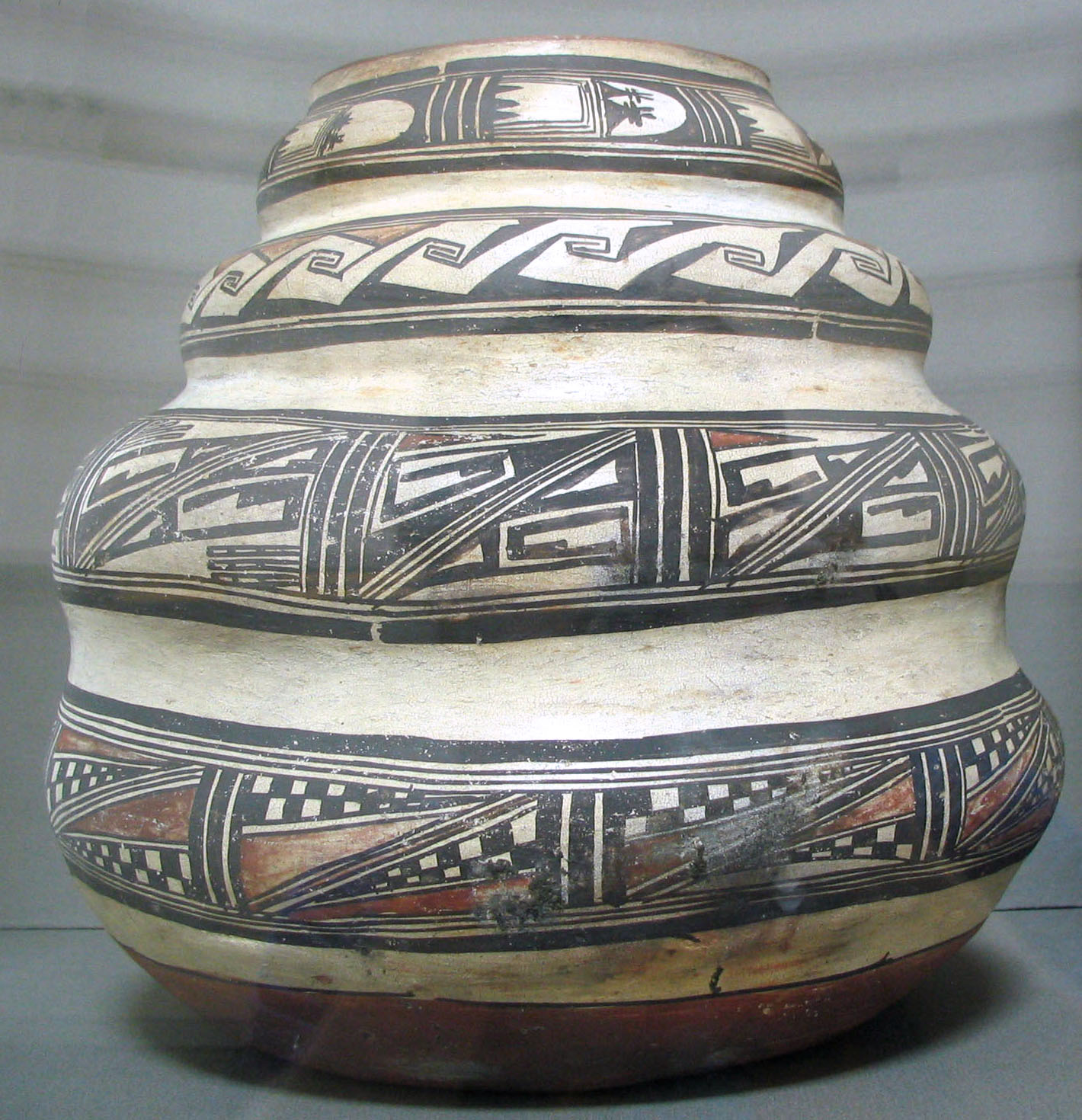
Vaso hopi

Este povo continua a praticar a sua cultura tradicional, num grau mais elevado que a maioria dos outros nativos americanos mas, como acontece com as restantes tribos, eles foram severamente influenciados pelo modo de vida estadunidense.
Tradicionalmente, os hopis eram agricultores bem dotados, apesar de produzirem apenas para a sua subsistência mas, com a chegada da eletricidade e a necessidade de terem os restantes produtos de consumo à sua disposição, os hopis adaptaram atividades mais próprias da economia de mercado com muitos dos seus membros trabalhando nas indústrias existentes, mas também vivendo do seu artesanato tradicional. Apesar de terem sido muito influenciados pelo trabalho missionário e terem adaptado, em grande medida, os problemas do consumismo e do alcoolismo, os hopis continuam a manter o núcleo das suas tradições a que a maioria adere. O New York Times relatou que os jovens hopi apreciam o reggae e que há frequentemente concertos desta música na sua reserva.

Aparentemente, os hopis têm uma relação espiritual muito forte com o Tibete e o Dalai Lama visita a sua reserva com frequência. Diz-se que, da primeira vez que ele ali chegou, os velhos hopi o saudaram: "Bem-vindo ao lar". Os hopis consideram-se parentes de todas as raças, mas especialmente dos tibetanos e há uma profecia hopi que diz que o seu povo e os “homens-vestidos-de-vermelho” do outro lado do oceano serão reunidos como irmãos. Por outro lado, uma profecia tibetana diz que “quando o pássaro-de-ferro voar e os cavalos correrem sobre rodas, o povo do Tibete espalhar-se-á pelo mundo e a sabedoria de Buda chegará aos “peles-vermelhas” do outro lado do oceano”.

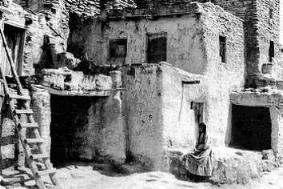
Habitação hopi

## A trilogia Qatsi
É um conjunto de três filmes de Godfrey Reggio cujos títulos são palavras em língua hopi:
- Koyaanisqatsi, que significa "vida de corrupção moral e distúrbio" ou "vida desbalanceada" 1983
- Powaqqatsi, "modo de vida parasítico", no sentido de “vida em transformação” 1988
- Naqoyqatsi, “tempo de assassínio” ou “guerra como modo de vida" 2002